# Klaus Kinski

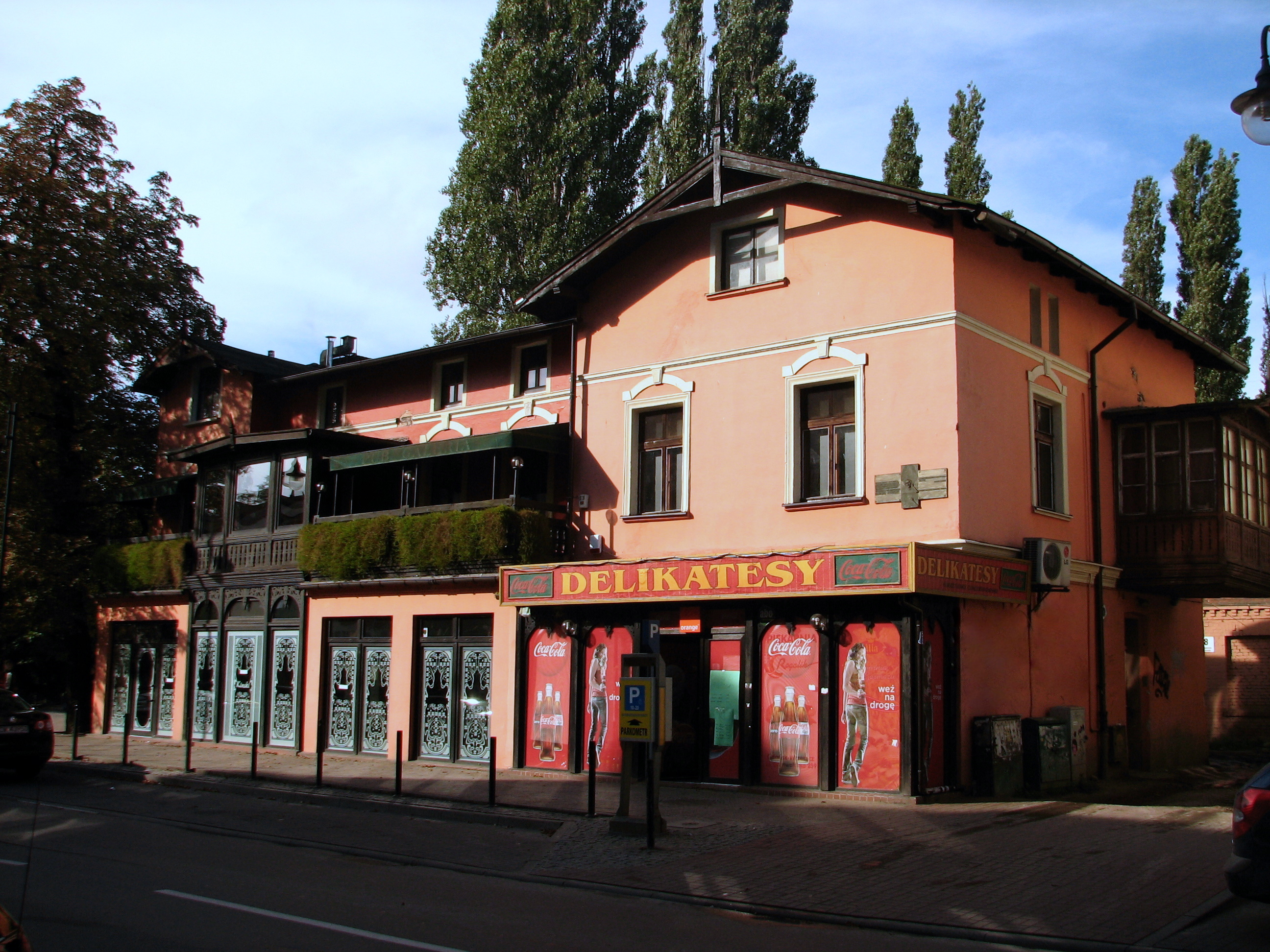
Dom narodzin Klausa Kinskiego w Sopocie

Klaus Kinski, właściwie Klaus Günter Karl Nakszynski (ur. 18 października 1926 w Sopocie, zm. 23 listopada 1991 w Lagunitas-Forest Knolls w Kalifornii) – niemiecki aktor, reżyser, scenarzysta i pisarz. Ojciec Poli, Nastassji i Nikolaia – przyrodniego rodzeństwa aktorów. Uchodzi za jedną z najbardziej barwnych i kontrowersyjnych postaci europejskiego kina drugiej połowy XX wieku. Przez długie lata współpracował z niemieckim reżyserem Wernerem Herzogiem, który w 1999 roku nakręcił film poświęcony ich burzliwej znajomości: Mein liebster Feind – Klaus Kinski (Mój ukochany wróg).

## Życiorys

### Wczesne lata
Urodził się w Sopocie, znajdującym się wówczas w granicach Wolnego Miasta Gdańsk. Jego ojciec Bruno Nakszyński, aptekarz, był polskiego pochodzenia. Jego matka Susanne (z domu Lutze), była pielęgniarką i córką miejscowego pastora. Klaus wychowywał się ze starszym rodzeństwem: siostrą Inge oraz braćmi: Arnem i Hansem-Joachimem. W okresie wielkiego kryzysu, w 1931 roku, kiedy miał pięć lat jego rodzina przeniosła się do Berlina, osiedliła się w mieszkaniu w Wartburgstraße 3 w dzielnicy Schöneberg i otrzymała obywatelstwo niemieckie.
Kinski pozostał bez ojca od najmłodszych lat, ponieważ Bruno postanowił opuścić rodzinę, by realizować swoje marzenia jako niespełniony śpiewak operowy. W 1936 Klaus ukończył Prinz-Heinrich-Gymnasium w Schönebergu. Jego młodość była naznaczona II wojną światową. W 1943 roku, mając 17 lat został wcielony do Luftwaffe, gdzie służył jako spadochroniarz. Dostał się do niewoli brytyjskiej na terytorium Holandii, po czym został internowany w Berechurch w hrabstwie Essex. W 1946 roku, po spędzeniu roku i czterech miesięcy w niewoli, wrócił do okupowanych Niemiec.
W 1946 roku został zatrudniony w renomowanym Schlosspark-Theater w Berlinie. W następnym roku został zwolniony przez menadżera ze względu na jego nieprzewidywalne zachowanie. Z czasem stawał się coraz bardziej agresywny. W 1950 przez trzy dni przebywał w szpitalu psychiatrycznym po tym, jak prześladował kobietę, która nie odwzajemniała jego uczucia. Początkowo lekarze podejrzewali u niego schizofrenię, ale potem zdiagnozowano u niego zaburzenia psychopatyczne.

### Kariera
W 1948 zadebiutował jako holenderski więzień na planie czarno-białego dramatu Artura Braunera Morituri. Grał niewielką rolę jako przesłuchiwany przez aliantów wolontariusz na początku filmu Anatole’a Litvaka Decyzja przed świtem (Decision Before Dawn, 1951) u boku Oskara Wernera i Richarda Baseharta. Potem trafił do dramatu Roberta Rosselliniego Strach (La Paura, 1954) z Ingrid Bergman jako artysta kabaretowy. Zagrał księcia Ottona I Bawarskiego w niemieckim dramacie Ludwig II: Glanz und Ende eines Königs (1955) z O. W. Fischerem.
Kinski wystąpił w wielu produkcjach filmowych oraz teatralnych. Od 1962, gdy zerwał połowę z kilkudziesięciu swoich przedstawień z tekstami Villona i Goethego, nie występował z programami scenicznymi. Grał za to w każdym filmie, w jaki go zaangażowano. W latach 60. udało mu się odegrać niemal sześćdziesiąt ról. Mimo iż większość z tych filmów stanowiła produkcje klasy B, pamiętnymi zostają występy Kinskiego w tak klasycznych obrazach, jak ekranizacja powieści Doktor Żywago (Doctor Zhivago, 1965) w reżyserii Davida Leana w roli Kostojeda czy spaghetti western Sergio Leone Za kilka dolarów więcej (Per Qualche Dollaro in Più, 1965) jako Wild. Do historii przeszedł również monolog aktora wygłoszony w listopadzie 1971 w Deutschlandhalle w Berlinie, zatytułowany Jezus Chrystus Zbawiciel.
Zagrał w 134. filmach, pięć z nich w reżyserii Wernera Herzoga przeszło do historii kina: Aguirre, gniew boży (Aguirre, der Zorn Gottes, 1972), Nosferatu wampir (Nosferatu: Phantom der Nacht, 1979), Woyzeck (1979) i Fitzcarraldo (1982). Łącznie wystąpił w 300 rolach teatralnych i filmowych.
Według autobiografii Kinskiego Ich brauche Liebe (Potrzebuję miłości, 1987) żadna ze scen seksu w dramacie Shūji Terayamy Owoce namiętności (Les fruits de la passion, 1981) na podstawie powieści Pauline Réage nie była udawana. Był reżyserem, scenarzystą i odtwórcą tytułowej roli (wybitnego skrzypka Niccolò Paganiniego) biograficznego dramatu muzycznego Paganini (1989). Był to ostatni film, w którym zagrał.

## Życie prywatne
11 czerwca 1952 ożenił się z piosenkarką Gislinde Kühbeck, z którą miał córkę Polę (ur. 23 marca 1952 w Berlinie). W roku 1955 rozwiódł się. 30 października 1960 poślubił aktorkę Brigitte Ruth Tocki, z którą miał córkę Nastassję (ur. 24 stycznia 1961 w Berlinie). Po jedenastu latach małżeństwa doszło do rozwodu w 1971 roku. W latach 1971–1979 jego żoną była Minhoi Loanic, z którą miał syna Nanhoïa Nikolaia (ur. 30 lipca 1976 w Paryżu). W latach 1987–1989 był mężem Debory Caprioglio, z którą nie miał dzieci.

### Śmierć
Zmarł w Kalifornii na zawał serca w wieku 65 lat. Jego ciało zostało skremowane, a prochy wrzucone do Pacyfiku.

## Kontrowersje
W ciągu swojego życia uchodził za bardzo ekscentrycznego artystę. W latach 70. wiele osób uważało go za zmanierowanego gwiazdora filmowego. W spektaklu Jezus Chrystus Zbawiciel Kinski wcielił się w rolę oskarżyciela Jezusa, co wystarczyło, by przedstawienie zakończyło się skandalem. Nawet najlepsze ze swoich filmów nazywał „beznadziejnymi szmirami”, a reżyserów wyzywał od „nieudolnych durniów”. O swojej filmowej karierze mawiał: „Jestem dziwką – robię to tylko dla pieniędzy”. Werner Herzog, który znał Kinskiego od lat 50., powiedział po latach: „Kinski nie był aktorem. Nienawidził tego zawodu. Był jedynym geniuszem, jakiego udało mi się spotkać”. Herzog ujawnił także, że jeszcze gdy jako nastolatek dzielił z nim mieszkanie, Kinski dostawał nieraz kilkudniowych napadów szału. Rozbijał wówczas naczynia i niszczył meble.
13 stycznia 2013 do niemieckich księgarń trafiła autobiograficzna książka Kindermund (Dziecięce usta), gdzie starsza córka, Pola Kinski, oskarżyła ojca o molestowanie seksualne i tyranizowanie całej rodziny. W wywiadzie dla tygodnika „Stern” Pola Kinski ujawniła, że jej ojciec molestował ją od piątego roku życia, a po raz pierwszy zgwałcił, gdy miała dziewięć lat. Sławny aktor finansował Poli kosztowny styl życia i obsypywał ją prezentami, nakazując jej milczenie. Z kolei młodsza córka, Nastassja Kinski, opisuje na łamach „Bild” atmosferę strachu panującą w domu – „Nie był ojcem. 99 procent czasu panicznie się go bałam. Był nieobliczalny, terroryzował całą rodzinę” – wyznawała w wywiadzie.

## Filmografia

### Reżyseria
- Kinski Paganini (1989)
- Nosferatu a Venezia (1988)

### Obsada aktorska
Filmy w reż. Herzoga
- 1972: Aguirre, gniew boży (Aguirre, der Zorn Gottes)
- 1979: Nosferatu wampir (Nosferatu: Phantom der Nacht)
- 1979: Woyzeck
- 1982: Fitzcarraldo
- 1987: Cobra Verde

Pozostałe
- 1948: Morituri
- 1951: Decision Before Dawn
- 1955: Um Thron und Liebe
- 1955: Ludwig II
- 1955: Kinder, Mütter und ein General
- 1955: Hanussen
- 1956: Geliebte Corinna
- 1956: Waldwinter
- 1958: A Time to Love and a Time to Die
- 1960: Der Rächer
- 1961: Die Toten Augen von London
- 1961: Das Geheimnis der gelben Narzissen
- 1961: Bankraub in der Rue Latour
- 1961: Die Kurve film TV
- 1961: Die Seltsame Gräfin
- 1962: Das Rätsel der roten Orchidee
- 1962: The Counterfeit Traitor
- 1962: Der Rote Rausch
- 1962: Die Tür mit den 7 Schlössern
- 1962: Das Gasthaus an der Themse
- 1963: Die Mondvögel film TV
- 1963: Der Zinker
- 1963: Die Schwarze Kobra
- 1963: Der Schwarze Abt
- 1963: Das Indische Tuch
- 1963: Scotland Yard jagt Dr. Mabuse
- 1963: Kali Yug, la dea della vendetta
- 1963: Das Geheimnis der schwarzen Witwe
- 1963: Piccadilly null Uhr zwölf
- 1964: Der Letzte Ritt nach Santa Cruz
- 1964: Wartezimmer zum Jenseits
- 1964: Die Gruft mit dem Rätselschloß
- 1964: Winnetou II: Ostatni renegaci
- 1964: Das Geheimnis der chinesischen Nelke
- 1964: Das Verrätertor
- 1965: Neues vom Hexer
- 1965: The Dirty Game
- 1965: Estambul 65
- 1965: The Pleasure Girls
- 1965: Za kilka dolarów więcej (Per qualche dollaro in più)
- 1965: Doktor Żywago (Doctor Zhivago)
- 1966: Circus of Fear
- 1966: Le Carnaval des barbouzes
- 1966: Our Man in Marrakesh
- 1966: Das Geheimnis der gelben Mönche
- 1967: El Chuncho, quién sabe?
- 1967: Die Blaue Hand
- 1967: The Million Eyes of Sumuru
- 1967: Five Golden Dragons
- 1967: Ad ogni costo
- 1968: Mister Zehn Prozent – Miezen und Moneten
- 1968: Coplan sauve sa peau
- 1968: Ognuno per se
- 1968: L’Uomo, l’orgoglio, la vendetta
- 1968: A qualsiasi prezzo
- 1968: I Bastardi
- 1968: Człowiek zwany Ciszą (Il grande silenzio)
- 1969: Sono Sartana, il vostro becchino
- 1969: Cinque per l’inferno
- 1969: Marquis de Sade: Justine
- 1969: Dos veces Judas
- 1969: Se incontri Sartana prega per la tua morte
- 1969: A doppia faccia
- 1969: La Legge dei gangsters
- 1969: Il Dito nella piaga
- 1969: Paroxismus
- 1970: Mir hat es immer Spaß gemacht
- 1970: E Dio disse a Caino
- 1970: Count Dracula
- 1970: La Peau de torpedo
- 1970: Appuntamento col disonore
- 1970: Lamparty Churchilla (I Leopardi di Churchill)
- 1970: La Belva
- 1971: Giù la testa... hombre
- 1971: L’ Occhio del ragno
- 1971: Per una bara piena di dollari
- 1971: Lo chiamavano King
- 1971: Bestia zabija z zimną krwią (La Bestia uccide a sangue freddo)
- 1971: Prega il morto e ammazza il vivo
- 1971: La Vendetta è un piatto che si serve freddo
- 1971: Nella stretta morsa del ragno
- 1971: Il Venditore di morte
- 1972: Il Mio nome è Shanghai Joe
- 1972: Il Ritorno di Clint il solitario
- 1973: Eroi all’inferno
- 1973: Occupation serial TV
- 1973: La Mano spietata della legge
- 1973: La Morte ha sorriso all’assassino
- 1974: Lifespan
- 1974: Chi ha rubato il tesoro dello scia?
- 1974: La Mano che nutre la morte
- 1974: Le Amanti del mostro
- 1975: Ślady (Le Orme)
- 1975: L’Important c’est d’aimer
- 1975: Il Ritorno di Shanghai Joe
- 1975: Un Genio, due compari, un pollo
- 1975: Das Netz
- 1976: Jack the Ripper
- 1976: Nuit d’or
- 1977: Mivtsa Yonatan
- 1977: Madame Claude
- 1977: Mort d’un pourri
- 1978: Pieśń Rolandzie (La Chanson de Roland)
- 1979: Zoo zéro
- 1980: Haine
- 1980: La Femme enfant
- 1980: Schizoid
- 1981: Les Fruits de la passion
- 1981: Jad
- 1981: Najlepszy kumpel (Buddy Buddy)
- 1982: Love and Money
- 1982: The Soldier
- 1982: Android
- 1984: The Secret Diary of Sigmund Freud
- 1984: Faerie Tale Theatre – Beauty and the Beast (odc. serialu TV)
- 1984: The Little Drummer Girl
- 1984: The Hitchhiker (odc. serialu TV)
- 1984: Code Name: Wild Geese
- 1985: Revenge of the Stolen Stars
- 1985: Creature
- 1985: Kommando Leopard
- 1985: El Caballero del dragón
- 1986: Crawlspace
- 1987: Timestalkers (film TV)
- 1988: Nosferatu w Wenecji (Nosferatu a Venezia)
- 1989: Kinski Paganini